# Saurothera longirostris
Saurothera longirostris é uma espécie de ave da família Cuculidae.
Pode ser encontrada nos seguintes países: República Dominicana e Haiti.
Os seus habitats naturais são: florestas secas tropicais ou subtropicais e florestas subtropicais ou tropicais húmidas de baixa altitude.